# Буски окръг
Буски окръг (на полски: Powiat buski) е окръг в Югоизточна Полша, Швентокшиско войводство. Заема площ от 968,0 км2. Административен център е град Буско-Здруй.

## География
Окръгът се намира в историческия регион Малополша. Разположен е в южната част на войводството.

## Население
Населението на окръга възлиза на 74 289 души (2012 г.). Гъстотата е 77 души/км2.

## Административно деление
Административно окръгът е разделен на 8 общини.
Градско-селска община:
- Община Буско-Здруй

Селски общини:
- Община Вишлица
- Община Гнойно
- Община Нови Корчин
- Община Пацанов
- Община Солец-Здруй
- Община Стопница
- Община Тучемпи

## Фотогалерия
- Буско-Здруй
- Нови Корчин
- Пацанов
- Солец-Здруй
- Стопница
- Вишлица